# 克拉馬里夫卡 (伊久姆區)
49°16′59″N 37°16′44″E / 49.28306°N 37.27889°E
克拉馬里夫卡（烏克蘭語：Крамарівка）是位於烏克蘭東部的村莊，由哈爾科夫州伊久姆區的伊久姆市镇負責管轄。該村處於莫克里伊久梅齊河右岸，距離皮莫尼夫卡3公里，面積0.76平方公里，海拔高度75米，2001年人口290。